# 投票所入場券
投票所入場券（とうひょうしょにゅうじょうけん）とは、選挙の投票所における事務処理のために事前に選挙人に交付される文書（入場券）。「投票所入場整理券」とも呼ばれる。

## 概要
入場券には、対象となる選挙の名称、投票日時、投票所、選挙人の住所・氏名・名簿番号・選挙人の受付番号などがあらかじめ記されている。投票（期日前投票を含む）をする前に、投票しようとする本人の氏名が印字された投票所入場券だけを切り取ったあと、それを投票所に持参し係員に渡すことで投票用紙へと引き換えるためのものである。入場券は氏名が記された本人以外は使用できず拒否されることになる。自宅に置き忘れた、紛失した、などの理由で入場券を持参していない場合でも、投票日当日に選挙権があれば投票できる。
公職選挙法施行令によれば、市町村の選挙管理委員会は、特別の事情がない限り、選挙の期日の公示又は告示の日以後できるだけ速やかに選挙人に入場券を交付するように努めなければならないとされている。
入場券の裏面に期日前投票で必要となる宣誓書の記入欄を印刷している自治体が多い。この場合、あらかじめ記入欄に必要事項を記入し投票所で係員に渡す。入場券に宣誓書記入欄がない場合や、入場券を持参しなかった場合は、投票所で宣誓書に記入する。